# Lodewijk de Vocht
Gummarus Ida Ludovicus (Lodewijk) De Vocht of de Vocht (Antwerpen, 21 september 1887 – 's-Gravenwezel, 27 maart 1977) was een Vlaams componist en dirigent. Hij was vooral actief tussen de twee wereldoorlogen en schreef voornamelijk koormuziek. Als leerling van Lodewijk Mortelmans trad hij in diens voetspoor.

## Opleiding
Hij was zoon van Joanna Janssens en koehouder Petrus Gummarus De Vocht. De Vocht kreeg zijn eerste muzikale opleiding bij Emile Wambach in het koor van de kathedraal van Antwerpen. Hij studeerde aan het Antwerps conservatorium bij Jan Bacot (viool), Frans Lenaerts (piano), Emile Wambach (harmonieleer) en Lodewijk Mortelmans (contrapunt en fuga). Hij was veertien toen hij voor de Antwerpse Sint-Augustinuskring zijn eerste muziekwerk schreef, de Groeninger Cantate.

## Leraar en directeur
Aan het Antwerps Conservatorium werd hij leraar harmonie (1921) en orkestklas (1925), directeur van de Conservatoriumconcerten (1934-1952) en directeur (1944-1952). Hij gaf les aan onder meer Daniel Sternefeld, Jef Maes en André Cluytens. Als muziekpedagoog was De Vocht ook actief binnen Jeugd en Muziek Antwerpen en was hij betrokken bij de Muziekkapel Koningin Elisabeth.
Het directeurschap van het Antwerpse conservatorium was de inzet van een bitsige strijd. In 1934 was De Vocht kandidaat maar verloor het van Flor Alpaerts. De titel 'bestuurder van de concerten' was een troostprijs. In 1941 was de directeursfunctie weer vacant. De Vocht was opnieuw kandidaat maar Jef Van Hoof, die gesteund werd door coryfeeën uit de collaboratie, werd het. Dit was een geluk voor De Vocht, die na de Bevrijding de afgezette Van Hoof opvolgde en nog acht jaar de directeursfunctie kon uitoefenen.

## De muziekuitvoerder
Van 1913 tot 1950 was De Vocht kapelmeester van de Antwerpse kathedraal. Van 1903 was hij violist bij de Maatschappij der Nieuwe Concerten. Hij trad op onder de leiding van onder meer Gustav Mahler, Richard Strauss, Hans Richter en Felix Weingartner. Van 1921 tot 1934 was hij zelf dirigent van dit orkest.
Hij is vooral bekend als stichter van de Koninklijke Chorale Caecilia, waarmee hij onder andere de opera Les Euménides van Darius Milhaud creëerde in Parijs (1928). Hij voerde ook andere hedendaagse werken uit, zoals de Jeanne d'Arc au bûcher van Arthur Honegger, evenals werk van Zoltán Kodály, Albert Roussel, etc. Met de twee eerstgenoemde componisten werkte hij nauw samen.
Van 1937 was hij dirigent van de Brusselse Chorale de la Société Philharmonique, met wie hij jaarlijks, zoals met het Koor Caecilia, de Matthaus Passion en de Messiah uitvoerde.

## De componist
De Vocht schreef symfonische werken (onder andere 3 symfonieën en een symfonisch gedicht), een vioolconcert, een pianoconcert, missen, cantates, koorwerken, kamermuziek en liederen. Zijn composities worden gekenmerkt door een zuivere melodievoering en een eenvoudige, doorzichtige structuur. Hij schreef niet alleen talrijke koorwerken op teksten van diverse Vlaamse dichters, maar maakte ook vele koorbewerkingen van (oude) Vlaamse volksliederen. Hij componeerde nauwelijks kamermuziek, maar wél heel wat solistische werken voor gitaar en voor piano (waaronder een sonate en diverse ‘pastorales’).
De eerste volgehouden activiteit betrof het toondichten van liederen. Tussen 1908 en 1910 schreef hij de Jaarkrans van geestelijke liederen rond de haard op teksten van August Cuppens, waaronder het overbekende Liefde gaf u duizend namen. Weldra componeerde hij ook op teksten van andere dichters zoals Guido Gezelle (O 't ruischen van het ranke riet en Het schrijverken), Bert Peleman (Scaldis aeterna en Ulenspiegel ballade) en Jozef Simons (Fabelen naar eeuwenoude verdichtsels in volkstrant).
Zijn bekendste lied is het lied Looft uwen God, alle tongen en talen! op een tekst van de Vlaamse dichter en priester Jozef De Voght. Het lied dat veelal gezongen wordt op Sacramentsdag staat nog steeds in de liedbundel Zingt Jubilate.
De Vocht heeft een omvangrijk oeuvre van neoromantische inspiratie nagelaten. Het omvat symfonische gedichten en cantates, kamermuziek, concerti voor viool, cello en blokfluit, solowerken voor viool, piano, blokfluit en gitaar, missen, motetten, liederen en hymnen alsook toneelmuziek. Enkele voorbeelden:
- Avondschemering, voor orkest (1906)
- Ontwaking, voor orkest (1907)
- Pastorale, voor orkest (1908)
- Grote symphonie (1932) voor koor en orkest
- Te Deum (1935) voor koor en orkest
- Vioolconcert (1944)
- Celloconcert (1955)
- Landelijk concerto (1957) voor blokfluit en strijkorkest
- Primavera (1962) voor koor
- XIV Cantica (Alma redemptoris mater, Regina Caeli, Ave regina caelorum, salve regina, o quam suavis est, ave verum corpus, o doctor optime, da pacem domine, adeste fidelis, te joseph celebrent, tantum ergo, tantum ergo, ave maria, magnificat)

Zijn muzikale nalatenschap werd in 2003 door het Studiecentrum voor Vlaamse Muziek in het Antwerpse Conservatorium gedeponeerd. De collectie bevat zowat alle autografen van deze componist.

## Vernoemingen
- Antwerpen heeft een Lodewijk de Vochtstraat.
- Beveren Waas heeft een Lodewijk de Vochtstraat.
- 's-Gravenwezel heeft een Lodewijk de Vochtplein.
- In Lint, waar hij korte tijd woonde en 'Liefde gaf u duizend namen' componeerde, wordt zijn herinnering in ere gehouden.